# خطرو
وسیله‌ای ریلی برای جابه‌جایی مأموران بازرسی و انجام تعمیرات در مسافت‌های کوتاه و شیب کم، داخل ایستگاه‌های راه‌آهن می‌باشد. استفاده از این وسیله در اوایل ورود راه‌آهن به ایران، در راه‌آهن ایران نیز مرسوم بوده و با گذشت زمان و ورود وسایل نقلیه ریلی سبک و دارای موتور محرکه، استفاده این وسایل منسوخ شد.

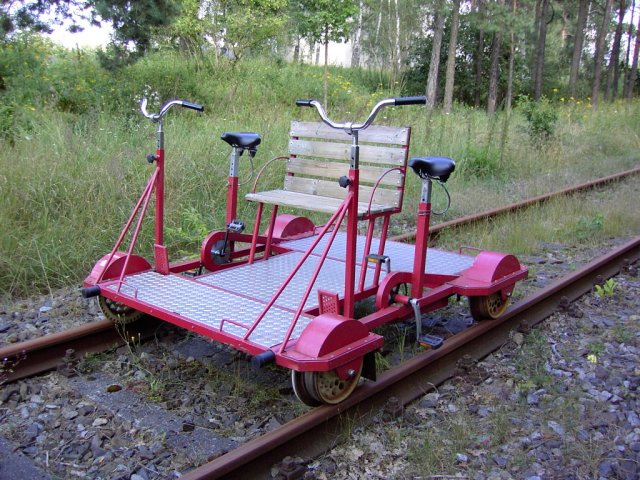
خطرو

## نگارخانه

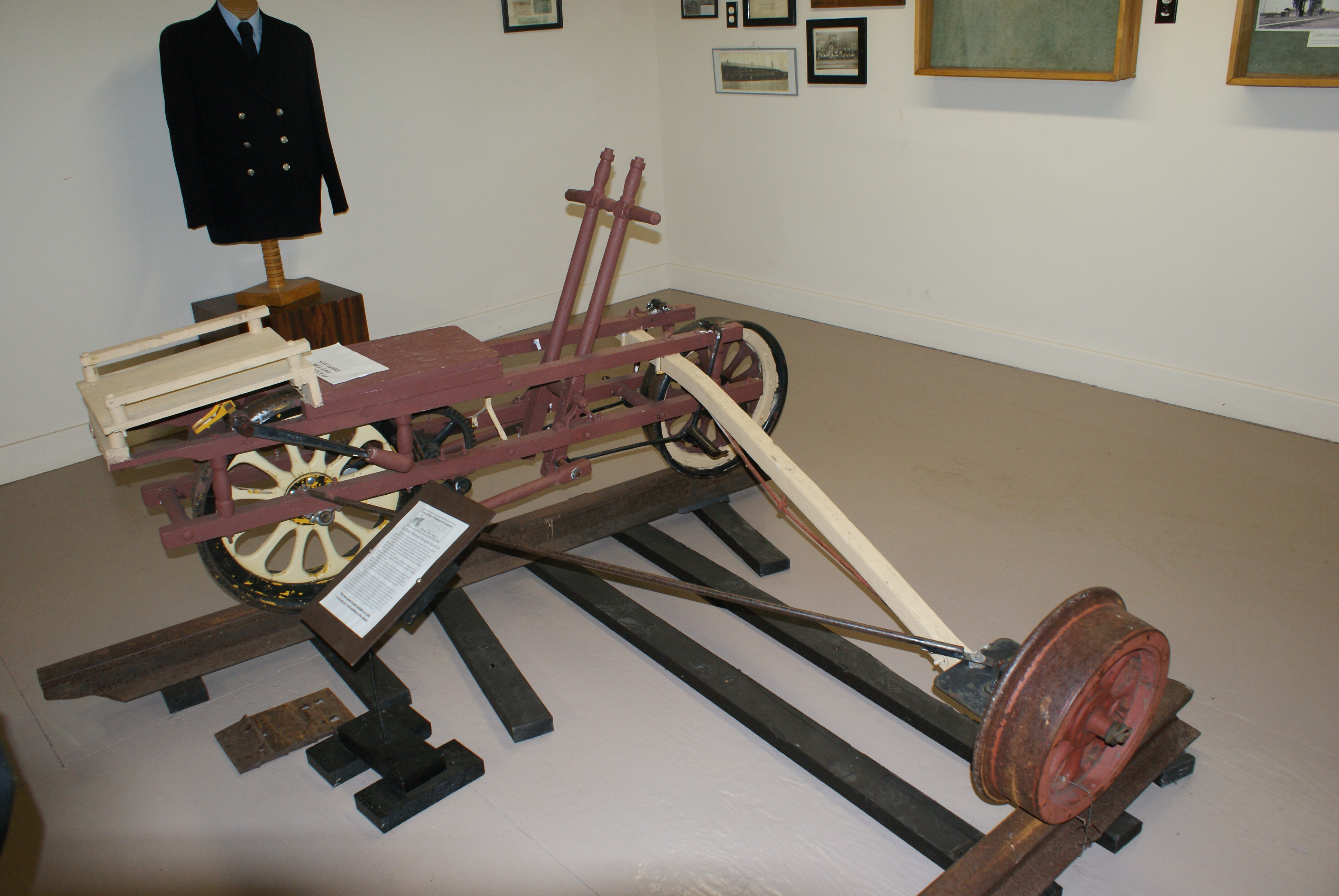
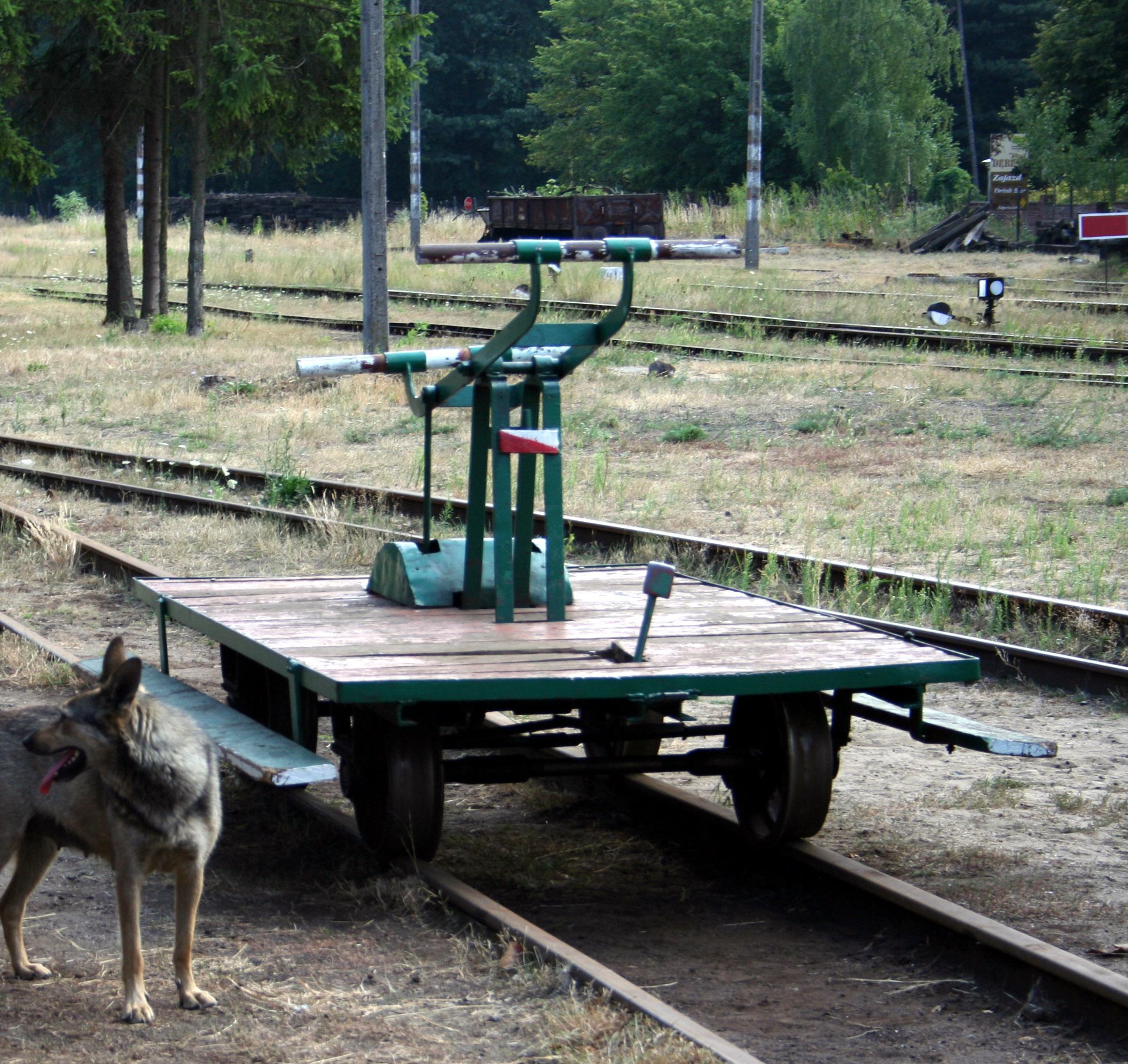
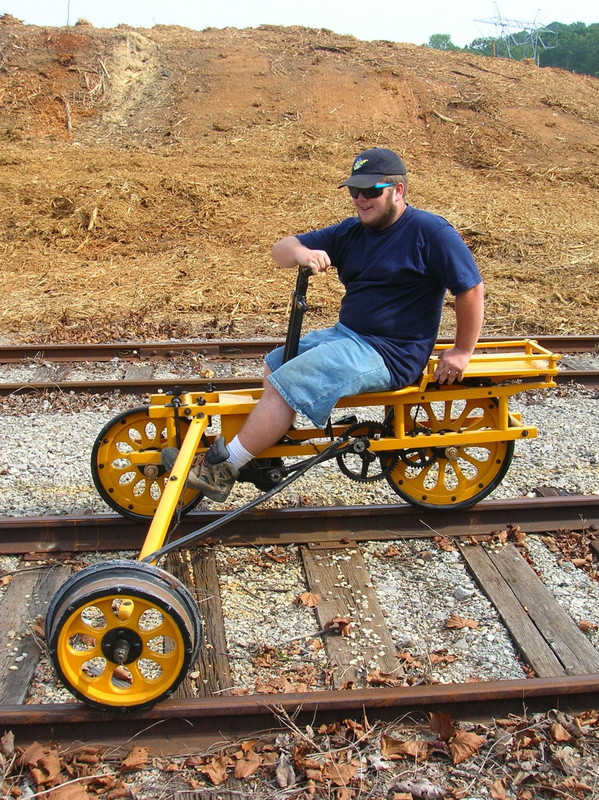
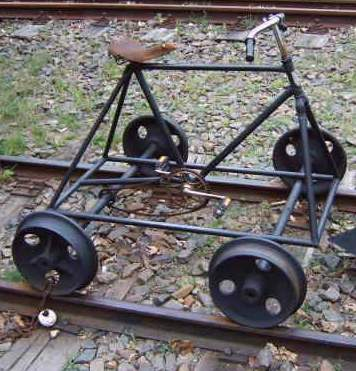
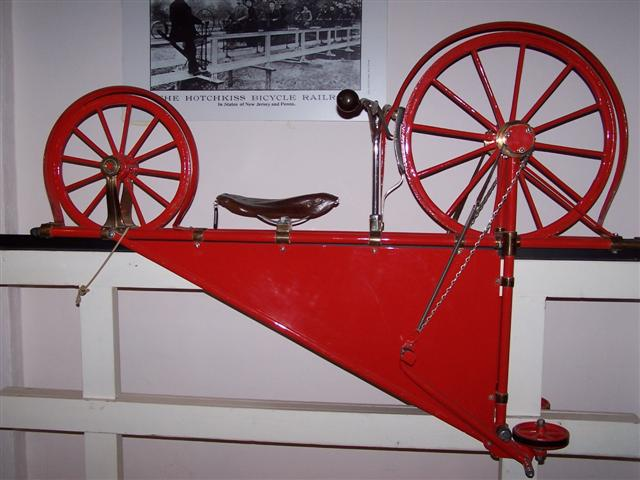
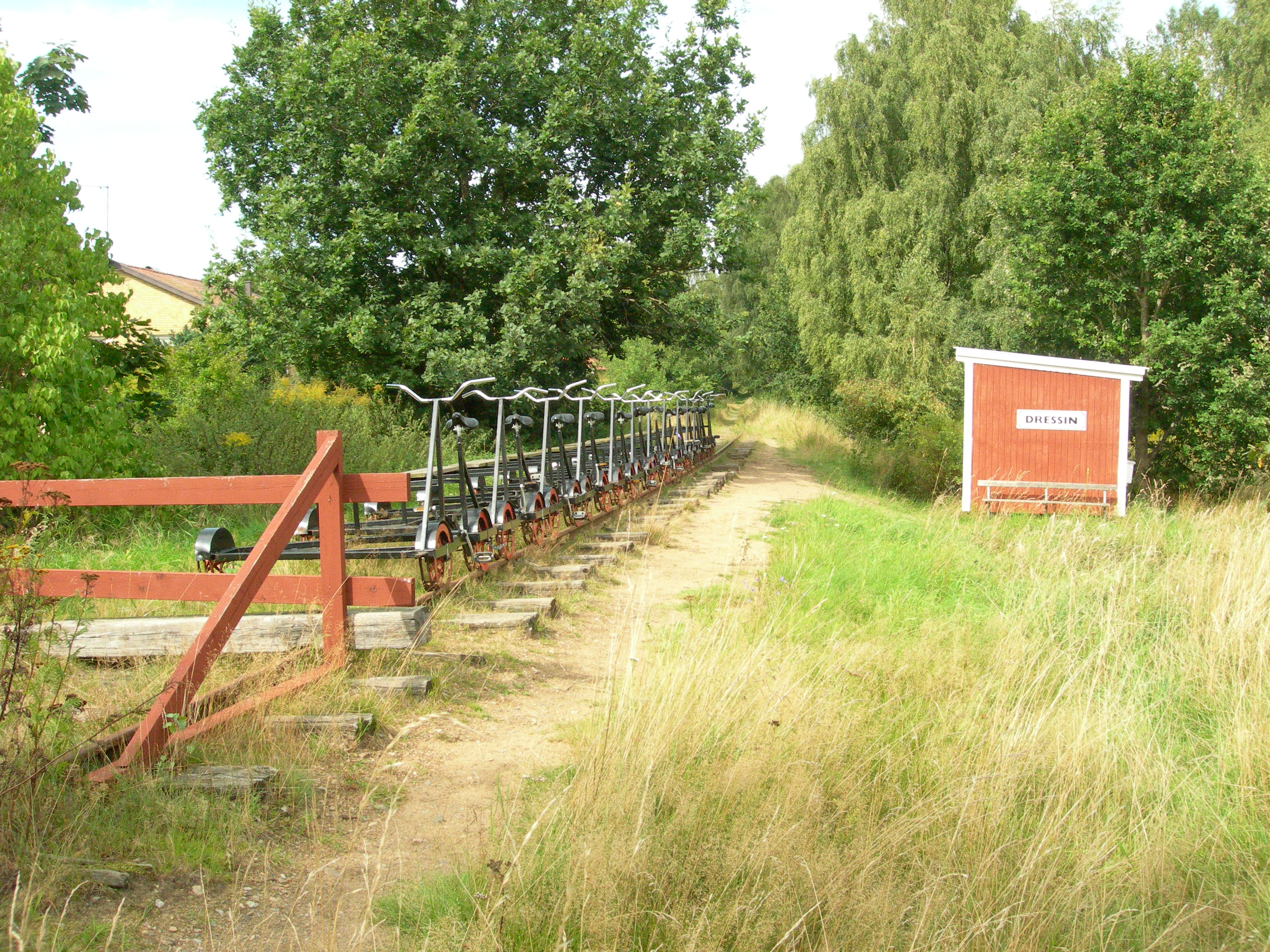
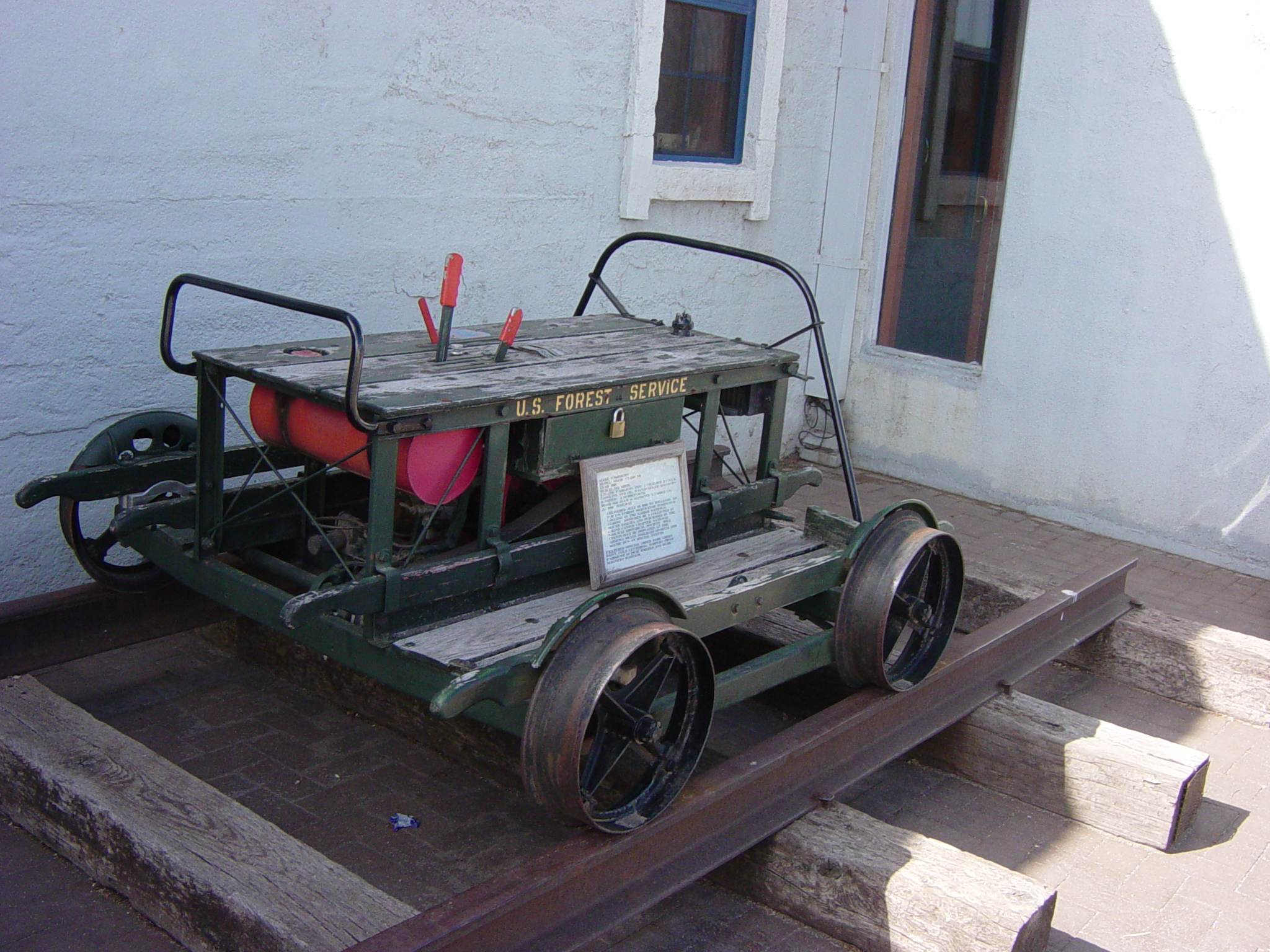
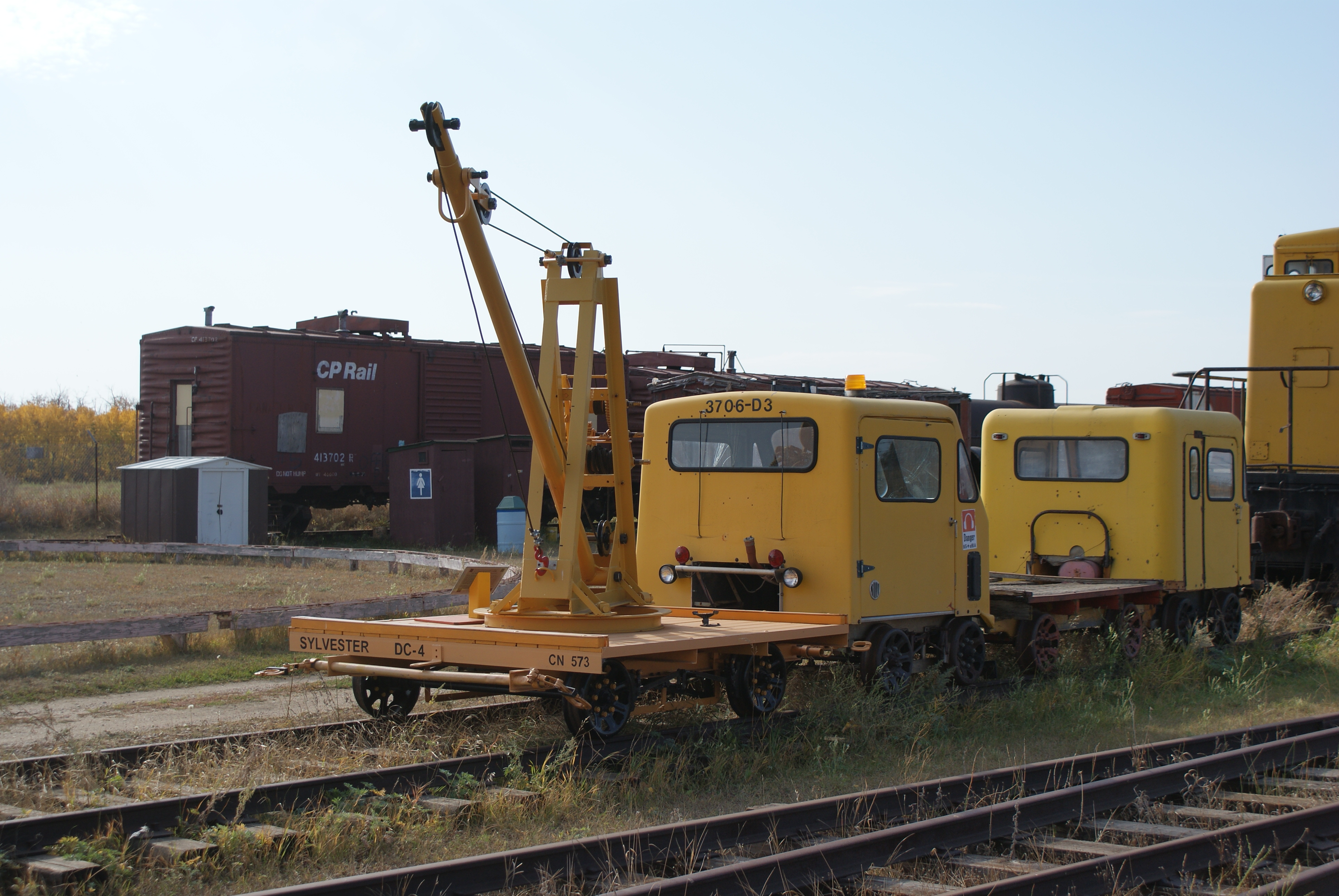
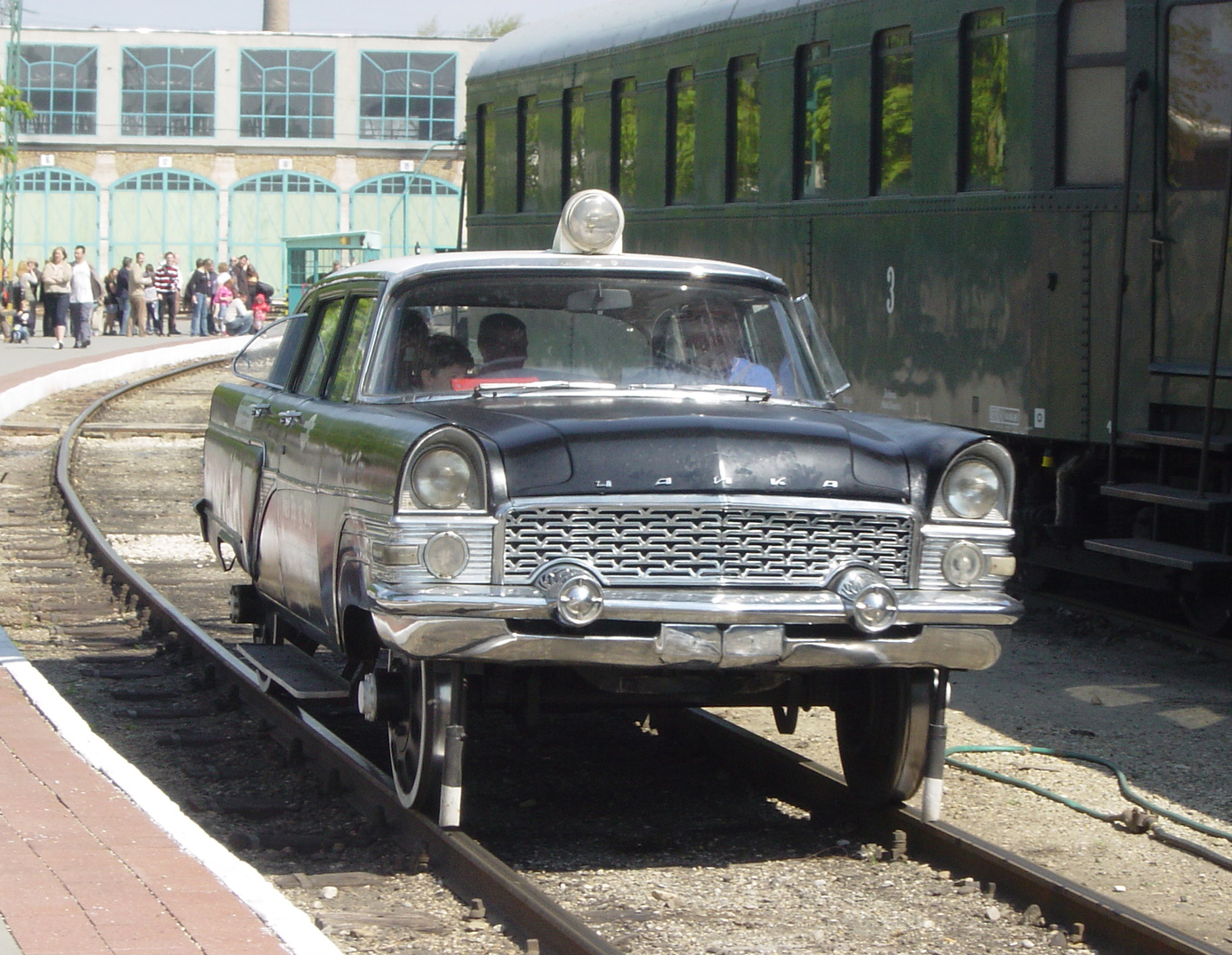
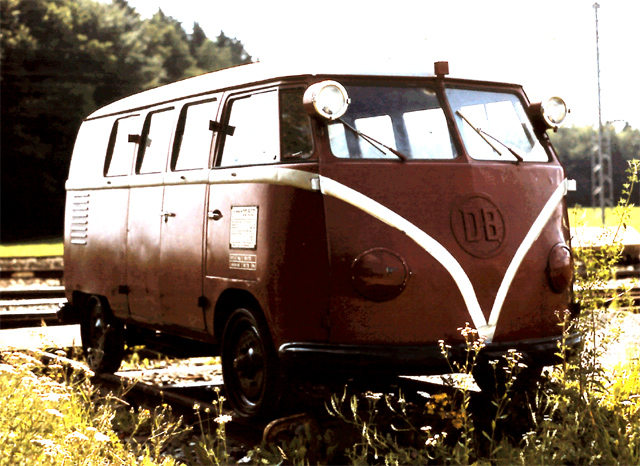
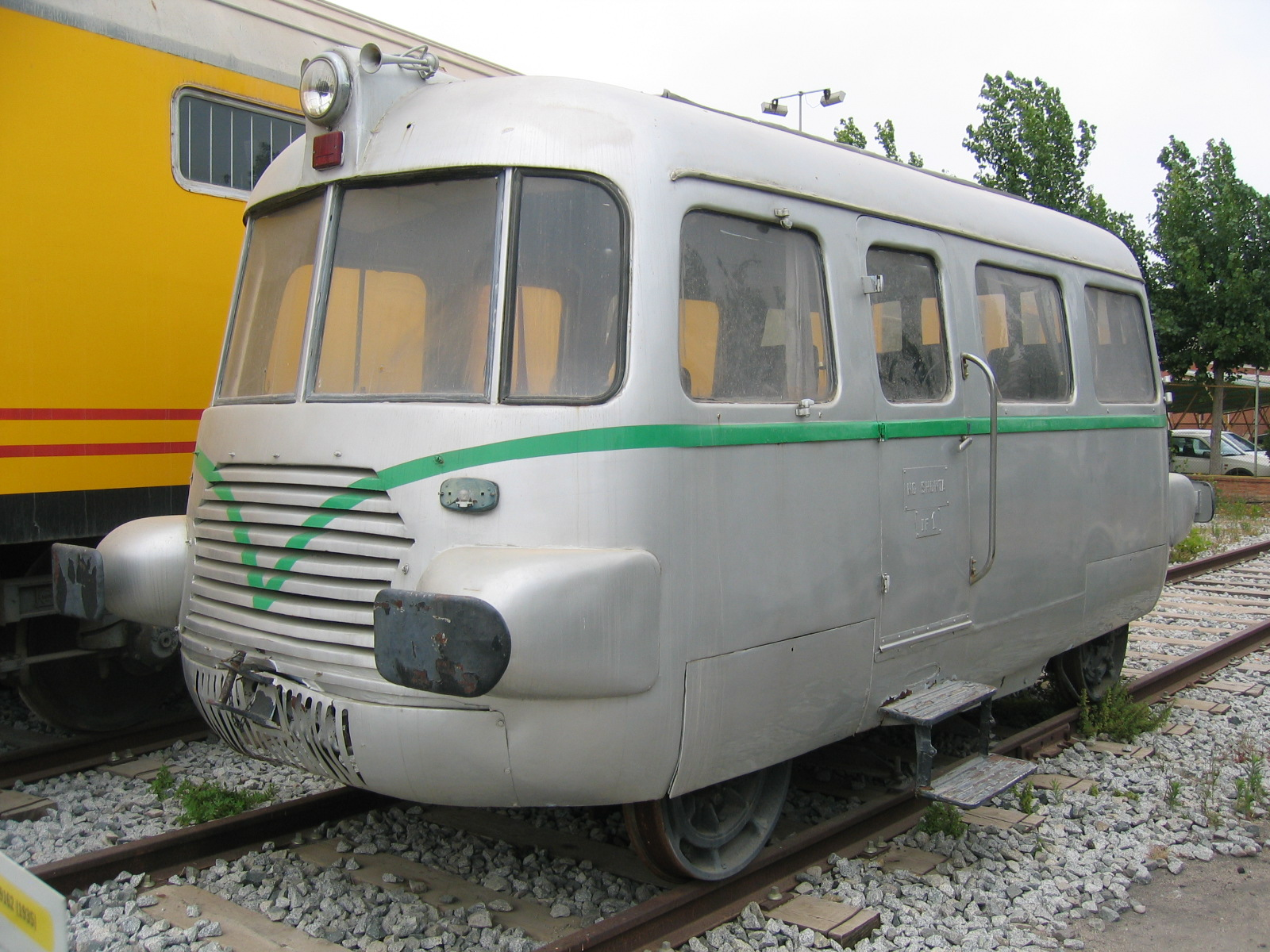